# Kinädenpoesie
Kinädenpoesie (auch Kinaidologie; von altgriechisch κίναιδος kínaidos „Tänzer“, später abwertend „Päderast“, „lasterhafter Mensch“) bezeichnet eine Gattung der hellenistischen Dichtung derben und sexuell anzüglichen, eventuell auch parodistisch-satirischen Inhalts, die bei Gelagen zur Erheiterung der Anwesenden vom Kinaidos oder Kinaidologos vorgetragen wurde. Die Wurzeln liegen wohl in Ionien und die Gattung geht vermutlich auf die ionischen Trinklieder des Pythermos und die bei ionischen Gelagen aufgeführten, von unflätigen Possenreißern begleiteten lasziven Tänze zurück, weshalb man die Gattung auch Ionikologie und den Vortragenden auch Ionikologos nennt. Das Versmaß war der Sotadeus, eine Form des Ionikus, benannt nach dem Dichter Sotades von Maroneia, dem Hauptvertreter der Gattung. Daher bezeichnet man die Kinädenpoesie auch als sotadische Literatur. Weitere namentlich bekannte Verfasser sotadischer Literatur sind Alexandros Aitolos, Pyres und Timon von Phleius. Ennius hat einiges als Sota ins Lateinische übersetzt.